# 899 Йокаста
899 Йокаста (899 Jokaste) — астероїд головного поясу, відкритий 3 серпня 1918 року.
Тіссеранів параметр щодо Юпітера — 3,220.